# Bob Chmel
Robert „Bob“ Chmel (* August 1943; † 28. Juni 2024) war ein US-amerikanischer Jazzmusiker (Schlagzeug), der in der Musikszene Nevadas aktiv war.

## Leben und Wirken
Bob Chmel schloss sein Studium an der Kent State University mit einem Bachelor in Pädagogik und einem Master of Arts in Music Performance ab.  Im Laufe seiner Karriere arbeitete er als Schlagzeuger mit der Glenn Miller Band (Ghost Band), Frank Sinatra junior (As I Remember It, 1996), dem Bill Dobbins Jazz Orchestra (Textures, 1973), Rob Partons Jazztech Big Band, außerdem mit dem Chicago Metropolitan Jazz Orchestra (Live and Screamin’), der Walt Boenig Big Band (A Lot of Us) und der Birch Creek Academy Band. Im Bereich des Jazz war er laut Tom Lord zwischen 1971 und 2017 an neun Aufnahmesessions beteiligt, auch mit der Kent State University Lab Band, zuletzt mit dem Posaunisten Neil Maxa. Chmel wurde von der Kent State University 2003 als Alumni des Jahres ausgezeichnet.
Chmel war stilistisch an dem Schlagzeugspiel von Buddy Rich, Sonny Payne und Ed Shaughnessy orientiert.